# WTA Tokio
Das WTA Tokio (offiziell: Toray Pan Pacific Open) ist ein Tennisturnier der WTA Tour, das in Japans Hauptstadt Tokio ausgetragen wird. Veranstaltungsort ist das Ariake Coliseum im Ariake Tennis Forest Park.
Bis einschließlich 2007 wurde in der Halle auf Teppichboden gespielt. Mit der Verlegung in den September (Termin bis dahin im Januar/Februar) ab dem Turnierkalender 2008 wurde die Veranstaltung zu einem Freiplatzturnier auf Hartplätzen.
Weil im Ariake Tennis Forest Park bis Juli 2019 Renovierungsarbeiten für den olympischen Tenniswettbewerb 2020 durchgeführt werden, fand das Turnier 2018 in der Arena Tachikawa Tachihi in Tachikawa statt. Im Folgejahr fand es in Osaka statt.
Bis 2008 gab es im Tokioter Stadtbezirk Kōtō ein weiteres Damentennisturnier, das WTA Tokio (Kōtō), sowie von 1990 bis 2002 ebenfalls im Ariake Coliseum das Turnier WTA Tokio II.

## Siegerlisten

### Einzel
| Jahr                     | Siegerin             | Finalgegnerin                | Ergebnis        |
| ------------------------ | -------------------- | ---------------------------- | --------------- |
| 1976                     | Betty Stöve          | Margaret Smith Court         | 1:6, 6:4, 6:3   |
| 1977                     | Virginia Wade        | Martina Navrátilová          | 7:5, 5:7, 6:4   |
| 1978                     | Virginia Wade        | Betty Stöve                  | 6:4, 7:6        |
| 1979                     | Billie Jean King     | Evonne Goolagong             | 6:4, 7:5        |
| 1980                     | Billie Jean King     | Terry Holladay               | 7:5, 6:4        |
| 1981                     | Ann Kiyomura         | Bettina Bunge                | 6:4, 7:5        |
| 1982                     | Bettina Bunge        | Barbara Potter               | 7:6, 6:2        |
| 1983                     | Lisa Bonder          | Andrea Jaeger                | 6:2, 5:7, 6:1   |
| 1984                     | Manuela Maleewa      | Claudia Kohde-Kilsch         | 3:6, 6:4, 6:4   |
| 1985                     | Manuela Maleewa      | Bonnie Gadusek               | 7:62, 3:6, 7:5  |
| 1986                     | Steffi Graf          | Manuela Maleewa              | 6:4, 6:2        |
| 1987                     | Gabriela Sabatini    | Manuela Maleewa              | 6:4, 7:66       |
| 1988                     | Pam Shriver          | Helena Suková                | 7:5, 6:1        |
| 1989                     | Martina Navratilova  | Lori McNeil                  | 6:73, 6:3, 7:65 |
| 1990                     | Steffi Graf          | Arantxa Sánchez Vicario      | 6:1, 6:2        |
| 1991                     | Gabriela Sabatini    | Martina Navratilova          | 2:6, 6:2, 6:4   |
| 1992                     | Gabriela Sabatini    | Martina Navratilova          | 6:2, 4:6, 6:2   |
| ↓ Kategorie: Tier I ↓    |                      |                              |                 |
| 1993                     | Martina Navratilova  | Larisa Neiland               | 6:2, 6:2        |
| 1994                     | Steffi Graf          | Martina Navratilova          | 6:2, 6:4        |
| 1995                     | Kimiko Date          | Lindsay Davenport            | 6:1, 6:2        |
| 1996                     | Iva Majoli           | Arantxa Sánchez Vicario      | 6:4, 6:1        |
| 1997                     | Martina Hingis       | Steffi Graf                  | kampflos        |
| 1998                     | Lindsay Davenport    | Martina Hingis               | 6:3, 6:3        |
| 1999                     | Martina Hingis       | Amanda Coetzer               | 6:2, 6:1        |
| 2000                     | Martina Hingis       | Sandrine Testud              | 6:3, 7:5        |
| 2001                     | Lindsay Davenport    | Martina Hingis               | 6:74, 6:4, 6:2  |
| 2002                     | Martina Hingis       | Monica Seles                 | 7:66, 4:6, 6:3  |
| 2003                     | Lindsay Davenport    | Monica Seles                 | 6:76, 6:1, 6:2  |
| 2004                     | Lindsay Davenport    | Magdalena Maleewa            | 6:4, 6:1        |
| 2005                     | Marija Scharapowa    | Lindsay Davenport            | 6:1, 3:6, 7:65  |
| 2006                     | Jelena Dementjewa    | Martina Hingis               | 6:2, 6:0        |
| 2007                     | Martina Hingis       | Ana Ivanović                 | 6:4, 6:2        |
| 2008                     | Dinara Safina        | Swetlana Kusnezowa           | 6:1, 6:3        |
| ↓ Kategorie: Premier 5 ↓ |                      |                              |                 |
| 2009                     | Marija Scharapowa    | Jelena Janković              | 5:2 Aufgabe     |
| 2010                     | Caroline Wozniacki   | Jelena Dementjewa            | 1:6, 6:2, 6:3   |
| 2011                     | Agnieszka Radwańska  | Wera Swonarjowa              | 6:3, 6:2        |
| 2012                     | Nadja Petrowa        | Agnieszka Radwańska          | 6:0, 1:6, 6:3   |
| 2013                     | Petra Kvitová        | Angelique Kerber             | 6:2, 0:6, 6:3   |
| ↓ Kategorie: Premier ↓   |                      |                              |                 |
| 2014                     | Ana Ivanović         | Caroline Wozniacki           | 6:2, 7:62       |
| 2015                     | Agnieszka Radwańska  | Belinda Bencic               | 6:2, 6:2        |
| 2016                     | Caroline Wozniacki   | Naomi Ōsaka                  | 7:5, 6:3        |
| 2017                     | Caroline Wozniacki   | Anastassija Pawljutschenkowa | 6:0, 7:5        |
| 2018                     | Karolína Plíšková    | Naomi Ōsaka                  | 6:4, 6:4        |
| 2019                     | Naomi Ōsaka          | Anastassija Pawljutschenkowa | 6:4, 6:1        |
| ↓ Kategorie: 500 ↓       |                      |                              |                 |
| 2022                     | Ljudmila Samsonowa   | Zheng Qinwen                 | 7:5, 7:5        |
| 2023                     | Weronika Kudermetowa | Jessica Pegula               | 7:5, 6:1        |
| 2024                     | Zheng Qinwen         | Sofia Kenin                  | 7:65, 6:3       |

### Doppel
| Jahr                     | Siegerinnen                                | Finalgegnerinnen                           | Ergebnis          |
| ------------------------ | ------------------------------------------ | ------------------------------------------ | ----------------- |
| 1984                     | Claudia Kohde-Kilsch Helena Suková         | Elizabeth Smylie Catherine Tanvier         | 6:4, 6:4          |
| 1985                     | Claudia Kohde-Kilsch Helena Suková         | Marcella Mesker Elizabeth Smylie           | 6:0, 6:4          |
| 1986                     | Bettina Bunge Steffi Graf                  | Katerina Maleewa Manuela Maleewa           | 6:1, 6:74, 6:2    |
| 1987                     | Anne White Robin White                     | Katerina Maleewa Manuela Maleewa           | 6:1, 6:2          |
| 1988                     | Pam Shriver Helena Suková                  | Gigi Fernández Robin White                 | 4:6, 6:2, 7:65    |
| 1989                     | Katrina Adams Zina Garrison                | Mary Joe Fernández Claudia Kohde-Kilsch    | 6:3, 3:6, 7:65    |
| 1990                     | Gigi Fernández Elizabeth Smylie            | Jo-Anne Faull Rachel McQuillan             | 6:2, 6:2          |
| 1991                     | Kathy Jordan Elizabeth Smylie              | Mary Joe Fernández Robin White             | 4:6, 6:0, 6:3     |
| 1992                     | Arantxa Sánchez Vicario Helena Suková      | Martina Navratilova Pam Shriver            | 7:5, 6:1          |
| ↓ Kategorie: Tier I ↓    |                                            |                                            |                   |
| 1993                     | Martina Navratilova Helena Suková          | Lori McNeil Rennae Stubbs                  | 6:4, 6:3          |
| 1994                     | Elizabeth Smylie Pam Shriver               | Manon Bollegraf Martina Navratilova        | 6:3, 3:6, 7:63    |
| 1995                     | Gigi Fernández Natallja Swerawa            | Lindsay Davenport Rennae Stubbs            | 6:0, 6:3          |
| 1996                     | Gigi Fernández Natallja Swerawa            | Mariaan de Swardt Irina Spîrlea            | 7:67, 6:3         |
| 1997                     | Lindsay Davenport Natallja Swerawa         | Gigi Fernández Martina Hingis              | 6:4, 6:3          |
| 1998                     | Martina Hingis Mirjana Lučić               | Lindsay Davenport Natallja Swerawa         | 7:5, 6:4          |
| 1999                     | Lindsay Davenport Natallja Swerawa         | Martina Hingis Jana Novotná                | 6:2, 6:3          |
| 2000                     | Martina Hingis Mary Pierce                 | Alexandra Fusai Nathalie Tauziat           | 6:4, 6:1          |
| 2001                     | Lisa Raymond Rennae Stubbs                 | Anna Kurnikowa Iroda Toʻlaganova           | 7:65, 2:6, 7:66   |
| 2002                     | Lisa Raymond Rennae Stubbs                 | Els Callens Roberta Vinci                  | 6:1, 6:1          |
| 2003                     | Jelena Bowina Rennae Stubbs                | Lindsay Davenport Lisa Raymond             | 6:3, 6:4          |
| 2004                     | Cara Black Rennae Stubbs                   | Jelena Lichowzewa Magdalena Maleewa        | 6:0, 6:1          |
| 2005                     | Janette Husárová Jelena Lichowzewa         | Lindsay Davenport Corina Morariu           | 6:4, 6:3          |
| 2006                     | Lisa Raymond Samantha Stosur               | Cara Black Rennae Stubbs                   | 6:2, 6:1          |
| 2007                     | Lisa Raymond Samantha Stosur               | Vania King Rennae Stubbs                   | 7:66, 3:6, 7:5    |
| 2008                     | Vania King Nadja Petrowa                   | Lisa Raymond Samantha Stosur               | 6:1, 6:4          |
| ↓ Kategorie: Premier 5 ↓ |                                            |                                            |                   |
| 2009                     | Alissa Kleibanowa Francesca Schiavone      | Daniela Hantuchová Ai Sugiyama             | 6:4, 6:2          |
| 2010                     | Iveta Benešová Barbora Záhlavová-Strýcová  | Shahar Peer Peng Shuai                     | 6:4, 4:6, [10:8]  |
| 2011                     | Liezel Huber Lisa Raymond                  | Gisela Dulko Flavia Pennetta               | 7:64, 0:6, [10:6] |
| 2012                     | Raquel Kops-Jones Abigail Spears           | Anna-Lena Grönefeld Květa Peschke          | 6:1, 6:4          |
| 2013                     | Cara Black Sania Mirza                     | Chan Hao-ching Liezel Huber                | 4:6, 6:0, [11:9]  |
| ↓ Kategorie: Premier ↓   |                                            |                                            |                   |
| 2014                     | Cara Black Sania Mirza                     | Garbiñe Muguruza Carla Suárez Navarro      | 6:2, 7:5          |
| 2015                     | Garbiñe Muguruza Carla Suárez Navarro      | Chan Hao-ching Chan Yung-jan               | 7:5, 6:1          |
| 2016                     | Sania Mirza Barbora Strýcová               | Liang Chen Yang Zhaoxuan                   | 6:1, 6:1          |
| 2017                     | Andreja Klepač María José Martínez Sánchez | Darja Gawrilowa Darja Kassatkina           | 6:3, 6:2          |
| 2018                     | Miyu Katō Makoto Ninomiya                  | Andrea Sestini Hlaváčková Barbora Strýcová | 6:4, 6:4          |
| 2019                     | Chan Hao-ching Latisha Chan                | Hsieh Su-wei Hsieh Shu-ying                | 7:5, 7:5          |
| ↓ Kategorie: 500 ↓       |                                            |                                            |                   |
| 2022                     | Gabriela Dabrowski Giuliana Olmos          | Nicole Melichar-Martinez Ellen Perez       | 6:4, 6:4          |
| 2023                     | Ulrikke Eikeri Ingrid Neel                 | Eri Hozumi Makoto Ninomiya                 | 3:6, 7:5, [10:5]  |
| 2024                     | Shūko Aoyama Eri Hozumi                    | Ena Shibahara Laura Siegemund              | 6:4, 7:63         |